# Султанкуль
Султанкуль (Султанколь) — озеро на границе Абзелиловского и Баймакского районов, в 2 км к югу от села Халилово.
Площадь — 1,44 км². Озеро мелкое, с песчаным дном. Берега заболочены, само озеро зарастает камышом, хвощом. Вокруг озера луга и иногда кустарник. Водится карась, щука, плотва, линь, окунь, красноперка, язь.
Из озера вытекает река Сувлыузяк, приток Большого Кизила. В окрестностях северного берега расположено сельское кладбище, на юго-восточном берегу — золотоносный карьер (Султанский прииск).
Код водного объекта в государственном водном реестре — 12010000311112200000605.